# Ronald de Boer
Ronald de Boer (Hoorn, 15 de mayo de 1970) es un exfutbolista profesional neerlandés. Es el hermano gemelo del también futbolista Frank de Boer.

## Biografía
Destacó como centrocampista por la parte derecha, o también ocupaba la posición de delantero. Desde pequeño se inició en las inferiores del Ajax de Ámsterdam, en 1987, entrenado hasta ese entonces por Johan Cruyff. En el Ajax desarrolló mayoritariamente su carrera, y en este club logró todos los títulos posibles en los Países Bajos, Europa, hasta ganar la Copa Intercontinental, con Louis van Gaal como su entrenador.
En 1998 emigró al FC Barcelona, junto con su hermano Frank en donde sólo alcanzó a ganar una Liga, junto varios futbolistas neerlandeses e internacionales, como Patrick Kluivert, Phillip Cocu o Boudewijn Zenden. Después de su actuación en el club dirigido por Louis van Gaal, se unió al Rangers FC, de Escocia. Allí ganó la liga escocesa antes de pasar al Al Rayyan y al Al-Shamal, ambos de Catar.

## Selección nacional
Con la selección de fútbol de los Países Bajos fue internacional en 67 ocasiones, anotando 13 goles, participando además en la Copa Mundial de Fútbol de 1994, y la Copa Mundial de Fútbol de 1998, en la cual en esta última fue semifinalista. En la Eurocopa 2000 también alcanzó las semifinales.

## Clubes
- 1987-1991: Ajax de Ámsterdam
- 1991-1993: FC Twente
- 1993-1999: Ajax de Ámsterdam
- 1999-2000: FC Barcelona
- 2000-2004: Rangers FC
- 2004-2005: Al-Rayyan
- 2005-2008: Al-Shamal

## Palmarés

### Como jugador

#### Torneos nacionales
| Título                        | Club            | País         | Año     |
| ----------------------------- | --------------- | ------------ | ------- |
| Eredivisie                    | Ajax Ámsterdam  | Países Bajos | 1989/90 |
| Copa de los Países Bajos      | Ajax Ámsterdam  | Países Bajos | 1992/93 |
| Supercopa de los Países Bajos | Ajax Ámsterdam  | Países Bajos | 1993    |
| Eredivisie                    | Ajax Ámsterdam  | Países Bajos | 1993/94 |
| Supercopa de los Países Bajos | Ajax Ámsterdam  | Países Bajos | 1994    |
| Eredivisie                    | Ajax Ámsterdam  | Países Bajos | 1994/95 |
| Supercopa de los Países Bajos | Ajax Ámsterdam  | Países Bajos | 1995    |
| Eredivisie                    | Ajax Ámsterdam  | Países Bajos | 1995/96 |
| Copa de los Países Bajos      | Ajax Ámsterdam  | Países Bajos | 1997/98 |
| Eredivisie                    | Ajax Ámsterdam  | Países Bajos | 1997/98 |
| Primera División              | F. C. Barcelona | España       | 1998/99 |
| Copa de Escocia               | Rangers FC      | Escocia      | 2001-02 |
| Copa de Escocia               | Rangers FC      | Escocia      | 2002-03 |
| Premier League Escocesa       | Rangers FC      | Escocia      | 2002-03 |
| Copa de la Liga de Escocia    | Rangers FC      | Escocia      | 2002-03 |

#### Torneos internacionales
| Título                       | Club           | Sede      | Año     |
| ---------------------------- | -------------- | --------- | ------- |
| Liga de Campeones de la UEFA | Ajax Ámsterdam | Viena     | 1994/95 |
| Copa Intercontinental        | Ajax Ámsterdam | Tokio     | 1995    |
| Supercopa de Europa          | Ajax Ámsterdam | Ámsterdam | 1995    |